# Choluteca (fiume)
Il Choluteca (in spagnolo: Río Choluteca) è un corso d'acqua dell'Honduras meridionale. Attraversa la capitale honduregna Tegucigalpa.

## Descrizione
Nasce nel territorio del comune di Lepaterique, nel dipartimento di Francisco Morazán, alle pendici della montagna della Yerba Buena. Scorre poi in direzione est e nord-est, entrando nella conurbazione di Tegucigalpa. All'interno dell'agglomerato urbano, dove separa i due nuclei storici che formano la capitale dell'Honduras, Comayagüela e appunto Tegucigalpa, riceve numerosi affluenti come il Jacaleapa, il Guacerique ed il Chiquito. Lasciato il tessuto urbano capitolino, il Choluteca continua sinuosamente il suo percorso verso nord sino a volgere verso est ed infine verso sud, entrando nel territorio del dipartimento di El Paraíso. Qui il fiume continua il suo tragitto verso sud, segnando per un tratto la frontiera tra l'Honduras ed il Nicaragua, ed entrando infine nel dipartimento di Choluteca. Nel tratto finale del suo percorso il Choluteca bagna la città omonima ed infine sfocia nelle acque golfo di Fonseca.